# Cardopatiinae
Cardopatiinae es una subtribu de plantas con flores perteneciente a la familia de las asteráceas dentro de la subfamilia Carduoideae, tribu Cardueae.

## Distribución y hábitats
Estos géneros se distribuyen en el Norte de África y el Mediterráneo oriental (desde Italia hasta el Líbano) y el Cáucaso para Cardopatium y las estepas semidesérticas de Asia Central para el género Cousiniopsis.

## Taxonomía
La subtribu Cardopatiinae comprende 2 géneros y cerca de 10 especies descritas, de las cuales solo 3 son aceptadas:
- Cardopatium Juss. (2 spp.)
- Cousiniopsis Nevski. (1 sp.)